# Irídium-tetrafluorid
Az irídium-tetrafluorid szervetlen vegyület, képlete IrF4. Sötétbarna színű szilárd anyag.
Az előállításáról szóló 1965 előtti beszámolók megkérdőjelezhetők, ezek valószínűleg az irídium(V)-fluoridot (IrF5) írják le. Elő lehet állítani irídium(V)-fluorid fémirídiummal vagy hidrogén-fluorid vizes oldatában hidrogénnel történő redukciójával. Az elsőként felfedezett háromdimenziós kristályrács szerkezetű fém-tetrafluorid, később kimutatták, hogy a RhF4, PdF4 és a PtF4 kristályszerkezete is ugyanilyen. Benne az irídium koordinációs száma 6, az oktaéderek két éle közös, a nem közös két fluoratom pedig egymáshoz képest cisz helyzetű.

## Fordítás
- Ez a szócikk részben vagy egészben  az   Iridium tetrafluoride című angol Wikipédia-szócikk ezen változatának fordításán alapul.  Az eredeti cikk szerkesztőit annak laptörténete sorolja fel. Ez a jelzés csupán a megfogalmazás eredetét és a szerzői jogokat jelzi, nem szolgál a cikkben szereplő információk forrásmegjelöléseként.